# José Sebastião de Castro do Canto
 José Sebastião de Castro do Canto  (Angra do Heroísmo, 20 de janeiro de 1850 - Data da morte desconhecida), professor do Novo Colégio da Guia e secretário da Câmara Municipal de Angra do Heroísmo. Foi floricultor e aguarelista e como fotógrafo apresentou ao público trabalhos que o notabilizaram, especialmente no campo dos postais ilustrados editados pela Loja do Buraco. Colaborou em vários jornais angrenses.

## Biografia
Foi secretário da Câmara Municipal da sua cidade e muito conhecido nos meios elegantes e intelectuais, como fotógrafo amador, aguarelista e floricultor. Era membro do Partido Progressista e por ele foi eleito procurador à Junta Geral do Distrito Autónomo de Angra do Heroísmo, em 1905, ocupando o cargo de vice-presidente da comissão distrital daquela instituição.
Como fotografo apresentou ao público conhecidos trabalhos e colaborou em vários jornais.